# Ståndrätt
Ståndrätt är en specialdomstol som tillfälligt sammankallas i krig eller andra extraordinära omständigheter för att snabbt pröva och döma i grövre brott.
Ståndrätt används främst inom militär rättsskipning, och då ofta kopplat till förräderi- eller myteribrott där dödsstraff förekommer i straffskalan. Det är också karaktäristiskt att åtalet inte kan avvakta prövning i ordinarie domstol (såsom militärdomstol eller domstol i första instans), och att straffet ska verkställas omgående. Därför kan rättegången ofta vara summarisk. 

## Sverige
I Sverige är ståndrätt avskaffat sedan 1949. Enligt Strafflagen för krigsmakten och Lagen om krigsdomstolar och rättegången därstädes, båda från 1914, kunde ståndrätt fram till dess sammankallas i krigstid eller vid marsch till krig. Ståndrätten leddes av vederbörande befälhavares närmaste man som ordförande. Ledamöter var, oberoende av den tilltalades grad, två officerare av minst kaptens grad, två subalternofficerare, två underofficerare, tre av manskapet och en auditör. 
Sammanträdet skulle ske genast inför samlad trupp, och rätten fick inte åtskiljas förrän dom var avkunnad. Till behandling upptogs endast brott  som enligt strafflagen för krigsmakten var belagt med dödsstraff. Domen gick ut på 1) dödsdom, 2) målets överlämnande till annan domstol eller 3) frikännande. För den tilltalades dömande fordrades åtta röster. Sedan rätten blivit upplöst, överlämnades utslaget och protokollet till högste befälhavaren på stället, som genast lät befordra dödsstraff till verkställighet, som i Sverige skedde genom arkebusering. Hade dödsdom inte verkställts inom 24 timmar efter utslagets avkunnande, skulle målet överlämnas till vederbörlig krigsöverdomstol för att där upptas till prövning.

## Senaste svensk avrättad efter ståndrättsdom
Den senaste svensken som dömts genom ståndrättsförfarande torde vara Giuseppe Franchi (Josef Francke) soldat i Svenska kåren i Estland, avrättad genom arkebusering i Estland 1918. Franchi var tidigare löjtnant i Finlands vita armé och tidigare militärmusiker vid ett gardesregemente i Stockholm. Han åtalades av ståndrätten i Svenska kåren för olovlig värvning och försök till myteri. Omständigheterna anses oklara, liksom åtalet och ståndrättsförfarandet, vilket väckte uppseende i svensk press vid tiden.